# Peter Voser
Peter Voser est un homme d'affaires suisse, né le 29 août 1958 à Baden. Il est le président du conseil d'administration d'ABB depuis 2015.
Il commence sa carrière chez Shell en 1982. De 2002 à 2004, il quitte Shell et devient directeur financier d'ABB. En 2004, il revient chez Shell et est nommé directeur financier du groupe puis, en juillet 2009, en devient le directeur général, jusqu'à la fin de l'année 2013, contraint d'arrêter son activité professionnelle pour raisons de santé. En avril 2015, il est nommé président du conseil d'administration d'ABB.

## Biographie
Né à Baden en Suisse en 1958, Peter Robert Voser grandit entre Neuenhof et Würenlos. Il étudie à l'Université des sciences appliquées de Zurich (Zürcher Hochschule für Angewandte Wissenschaften /ZHAW) entre 1979 et 1982 où il obtient un diplôme en Business Administration.
Voser est marié et a trois enfants. En septembre 2013, il prend le poste de président du St. Gallen Symposium en remplacement de Josef Ackermann.

## Carrière
Il a commencé sa carrière à la Royal Dutch Shell en 1982, où il travaille dans de nombreux pays, le Royaume-Uni, le Chili ou l'Argentine; principalement dans le management.
De 2002 à 2004, Voser est directeur financier et membre du comité exécutif de la Brown Boveri (ABB) (Groupe ABB).
Voser est actif dans un certain nombre d'organisations internationales et bilatérales, y compris la Table ronde des industriels européens. En 2010, il devient administrateur de l'organisation à but non lucratif Catalyst qui travaille à accroître les possibilités des femmes dans le monde du travail. En 2011, il rentre au conseil d'administration de Hoffmann-La Roche. Le 2 mai 2013, il a été annoncé que Voser quittera son poste de PDG de Shell au cours du premier semestre de 2014. Il devrait être remplacé par Ben van Beurden au 1er janvier 2014.